# بود (آیووا)
بود (به انگلیسی: Bode) شهری در ایالت آیووا کشور ایالات متحده آمریکا است که جمعیت آن در سرشماری سال ۲۰۱۰ میلادی، ۳۰۲ نفر بوده‌است.